# Fyllokladium (porosty)

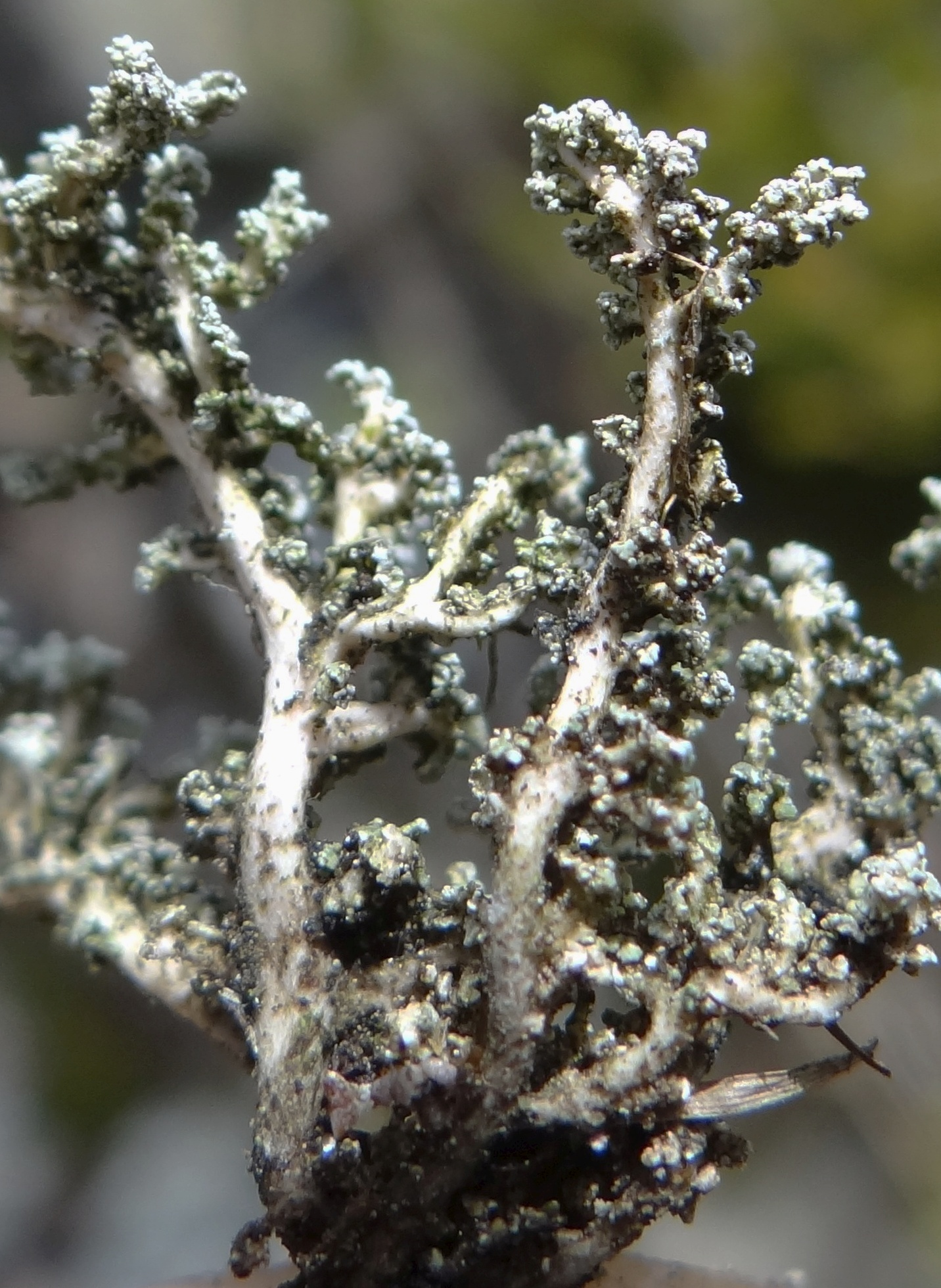
Fyllokladia na podecjach u chróścika pasterskiego

Fyllokladium – występująca u niektórych porostów struktura, w której zachodzi fotosynteza, podobnie jak w liściach u roślin. Fyllokladia występują np. na podecjach u chróścików (Stereocaulon). Podecjum chróścików wraz z fyllokladiami przypomina wyglądem łodygę i liście roślin nasiennych. Wyróżnia się następujące rodzaje fyllokladiów:
- fyllokladia brodawkowate,
- fyllokladia tarczkowate
- fyllokladia koralikowate,
- fyllokladia łuseczkowate,
- fyllokladia palczastopodzielone[2].